# Terre di Pisa
Mit dem Namen Terre di Pisa DOC werden italienischer Rotweine aus der Provinz Pisa (Toskana) bezeichnet. Die Weine besitzen seit dem Jahr 2011 eine „kontrollierte Herkunftsbezeichnung“ (Denominazione di origine controllata – DOC), die zuletzt am 7. März 2014 aktualisiert wurde.

## Anbau
Anbau und Vinifikation dieser Weine sind nur in den Gemeinden Fauglia, Crespina, Lari, Chianni, Capannoli, Palaia, Peccioli, Terricciola, Casciana Terme, Ponsacco, Pontedera, Montopoli in Val d’Arno, Lajatico, San Miniato, Orciano Pisano, Lorenzana und Santa Luce in der Provinz Pisa (Region Toskana) gestattet.

## Erzeugung
Für die verschiedenen Weintypen schreibt die Denomination folgende Rebsorten vor:
- Terre di Pisa Rosso: Mindestens 70 % Sangiovese, Cabernet Sauvignon, Merlot und Syrah – einzeln oder gemeinsam. Höchstens 30 % andere rote Rebsorten, die für den Anbau in der Region Toskana zugelassen sind, dürfen zugesetzt werden.
- Terre di Pisa Sangiovese: Mindestens 95 % Sangiovese. Höchstens 5 % andere rote Rebsorten, die für den Anbau in der Region Toskana zugelassen sind, dürfen zugesetzt werden.

## Beschreibung
Laut Denominazione sollte die Weine folgende Eigenschaften aufweisen:

### Terre di Pisa Rosso
- Farbe: von rubinrot bis zu granatrot
- Geruch: fein, charakteristisch
- Geschmack: trocken, harmonisch
- Alkoholgehalt: mindestens 12,5 Vol.-%
- Säuregehalt: mind. 4,5 g/l
- Trockenextrakt: mind. 24,0 g/l

### Terre di Pisa Sangiovese
- Farbe: von rubinrot mit Tendenz zu granatrot
- Geruch: fein, charakteristisch
- Geschmack: trocken, harmonisch, deutliches Tannin
- Alkoholgehalt: mindestens 12,5 Vol.-%
- Säuregehalt: mind. 4,5 g/l
- Trockenextrakt: mind. 24,0 g/l